# Anathallis
Anathallis är ett släkte av orkidéer. Anathallis ingår i familjen orkidéer.

## Bildgalleri

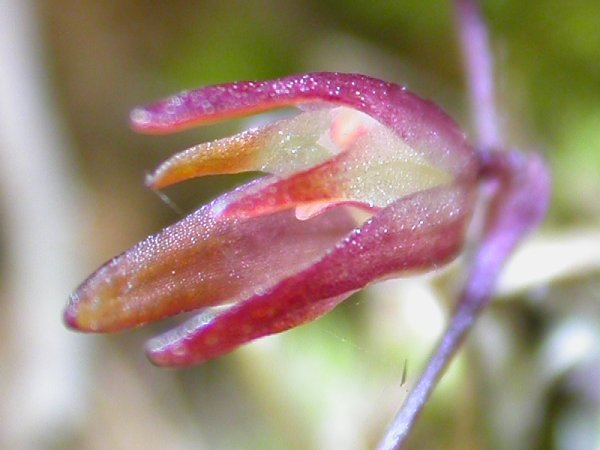
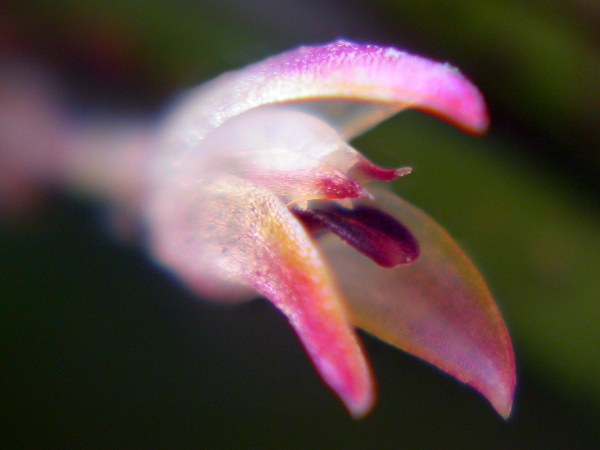
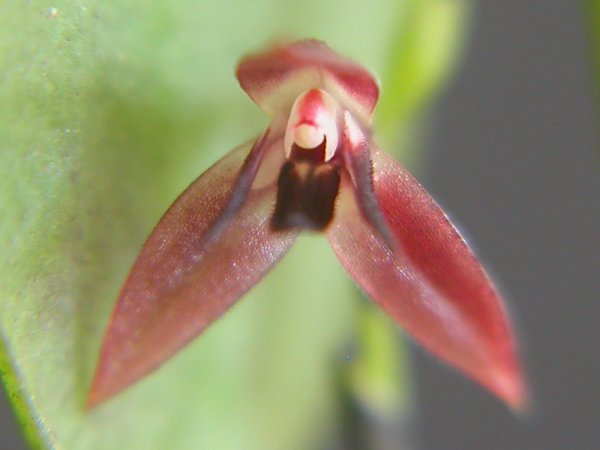
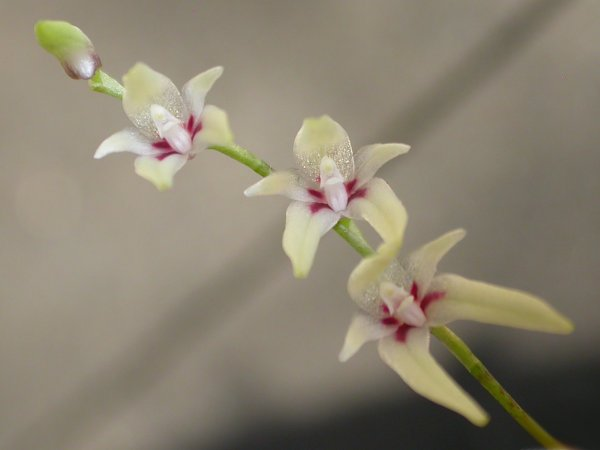
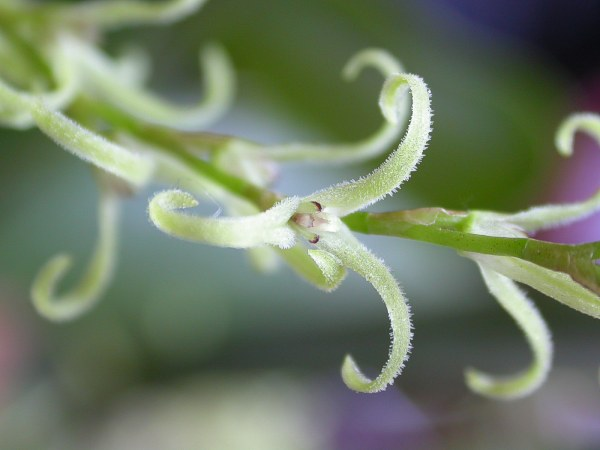
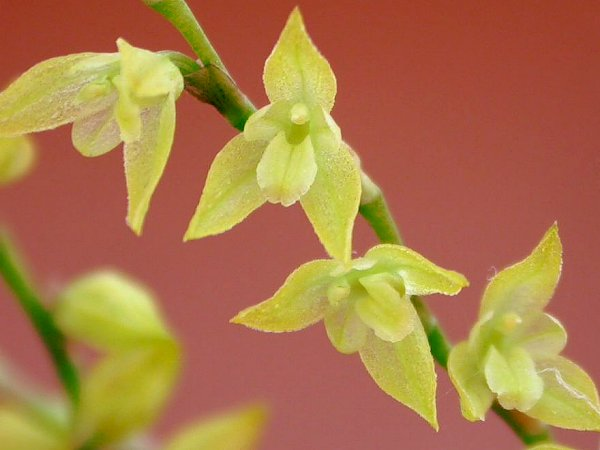

## Dottertaxa tillAnathallis, i alfabetisk ordning[1]
- Anathallis abbreviata
- Anathallis acuminata
- Anathallis adenochila
- Anathallis anderssonii
- Anathallis angulosa
- Anathallis angustilabia
- Anathallis ariasii
- Anathallis aristulata
- Anathallis articulata
- Anathallis attenuata
- Anathallis barbulata
- Anathallis bertoniensis
- Anathallis bleyensis
- Anathallis bolsanelloi
- Anathallis brevipes
- Anathallis burzlaffiana
- Anathallis carnosifolia
- Anathallis carvalhoi
- Anathallis casualis
- Anathallis caudatipetala
- Anathallis ciliolata
- Anathallis clandestina
- Anathallis comayaguensis
- Anathallis concinna
- Anathallis coripatae
- Anathallis corticicola
- Anathallis crebrifolia
- Anathallis cuspidata
- Anathallis dalessandroi
- Anathallis dimidia
- Anathallis dolichopus
- Anathallis dryadum
- Anathallis duplooyi
- Anathallis endresii
- Anathallis escalerensis
- Anathallis fastigiata
- Anathallis ferdinandiana
- Anathallis fernandiana
- Anathallis flammea
- Anathallis fractiflexa
- Anathallis francesiana
- Anathallis funerea
- Anathallis gehrtii
- Anathallis gert-hatschbachii
- Anathallis githaginea
- Anathallis gracilenta
- Anathallis graveolens
- Anathallis grayumii
- Anathallis guarujaensis
- Anathallis guimaraensii
- Anathallis haberi
- Anathallis helmutii
- Anathallis herpetophyton
- Anathallis holstii
- Anathallis humilis
- Anathallis imberbis
- Anathallis imbricata
- Anathallis inversa
- Anathallis involuta
- Anathallis iota
- Anathallis jamaicensis
- Anathallis jesupiorum
- Anathallis jordanensis
- Anathallis kautskyi
- Anathallis kleinii
- Anathallis kuhniae
- Anathallis laciniata
- Anathallis lagarophyta
- Anathallis lasioglossa
- Anathallis lewisiae
- Anathallis lichenophila
- Anathallis limbata
- Anathallis linearifolia
- Anathallis liparanges
- Anathallis lobiserrata
- Anathallis longiglossa
- Anathallis maguirei
- Anathallis malmeana
- Anathallis mazei
- Anathallis mediocarinata
- Anathallis megaloophora
- Anathallis meridana
- Anathallis microblephara
- Anathallis microgemma
- Anathallis microphyta
- Anathallis miguelii
- Anathallis millipeda
- Anathallis minima
- Anathallis minutalis
- Anathallis montipelladensis
- Anathallis muricaudata
- Anathallis nanifolia
- Anathallis nectarifera
- Anathallis oblanceolata
- Anathallis obovata
- Anathallis ordinata
- Anathallis ourobranquensis
- Anathallis pabstii
- Anathallis pachyphyta
- Anathallis papuligera
- Anathallis paranaensis
- Anathallis paranapiacabensis
- Anathallis peroupavae
- Anathallis petersiana
- Anathallis petropolitana
- Anathallis piratiningana
- Anathallis platystylis
- Anathallis polygonoides
- Anathallis pubipetala
- Anathallis pusilla
- Anathallis puttemansii
- Anathallis rabei
- Anathallis radialis
- Anathallis ramulosa
- Anathallis recurvipetala
- Anathallis reedii
- Anathallis regalis
- Anathallis reptilis
- Anathallis ricii
- Anathallis rubens
- Anathallis rubrolimbata
- Anathallis rudolfii
- Anathallis sanchezii
- Anathallis scariosa
- Anathallis schlimii
- Anathallis sclerophylla
- Anathallis seriata
- Anathallis sertularioides
- Anathallis simpliciglossa
- Anathallis smaragdina
- Anathallis soratana
- Anathallis sororcula
- Anathallis spannageliana
- Anathallis spathilabia
- Anathallis spathuliformis
- Anathallis spiculifera
- Anathallis steinbuchiae
- Anathallis stenophylla
- Anathallis subnulla
- Anathallis tigridens
- Anathallis trullilabia
- Anathallis unduavica
- Anathallis vasquezii
- Anathallis welteri
- Anathallis vestita
- Anathallis vitorinoi
- Anathallis ypirangae